# Lånestaheden
Lånestaheden är ett naturreservat i Trosa kommun i Södermanlands län.
Området är naturskyddat sedan 2015 och är 29 hektar stort. Reservatet ligger inne i Vagnhärad och består av betade hällmarker. 